# Арбињије
Арбињије (фр. Arbignieu) насеље је и општина у источној Француској у региону Рона-Алпи, у департману Ен (Рона-Алпи) која припада префектури Belley.
По подацима из 2011. године у општини је живело 484 становника, а густина насељености је износила 37,03 становника/km². Општина се простире на површини од 13,07 km². Налази се на средњој надморској висини од 300 метара (максималној 495 m, а минималној 221 m).

## Демографија
| 1962. | 1968. | 1975. | 1982. | 1990. | 1999. | 2011. |
| ----- | ----- | ----- | ----- | ----- | ----- | ----- |
| 251   | 321   | 317   | 363   | 387   | 431   | 484   |

График промене броја становника у току последњих година